# RK-3 Korsar

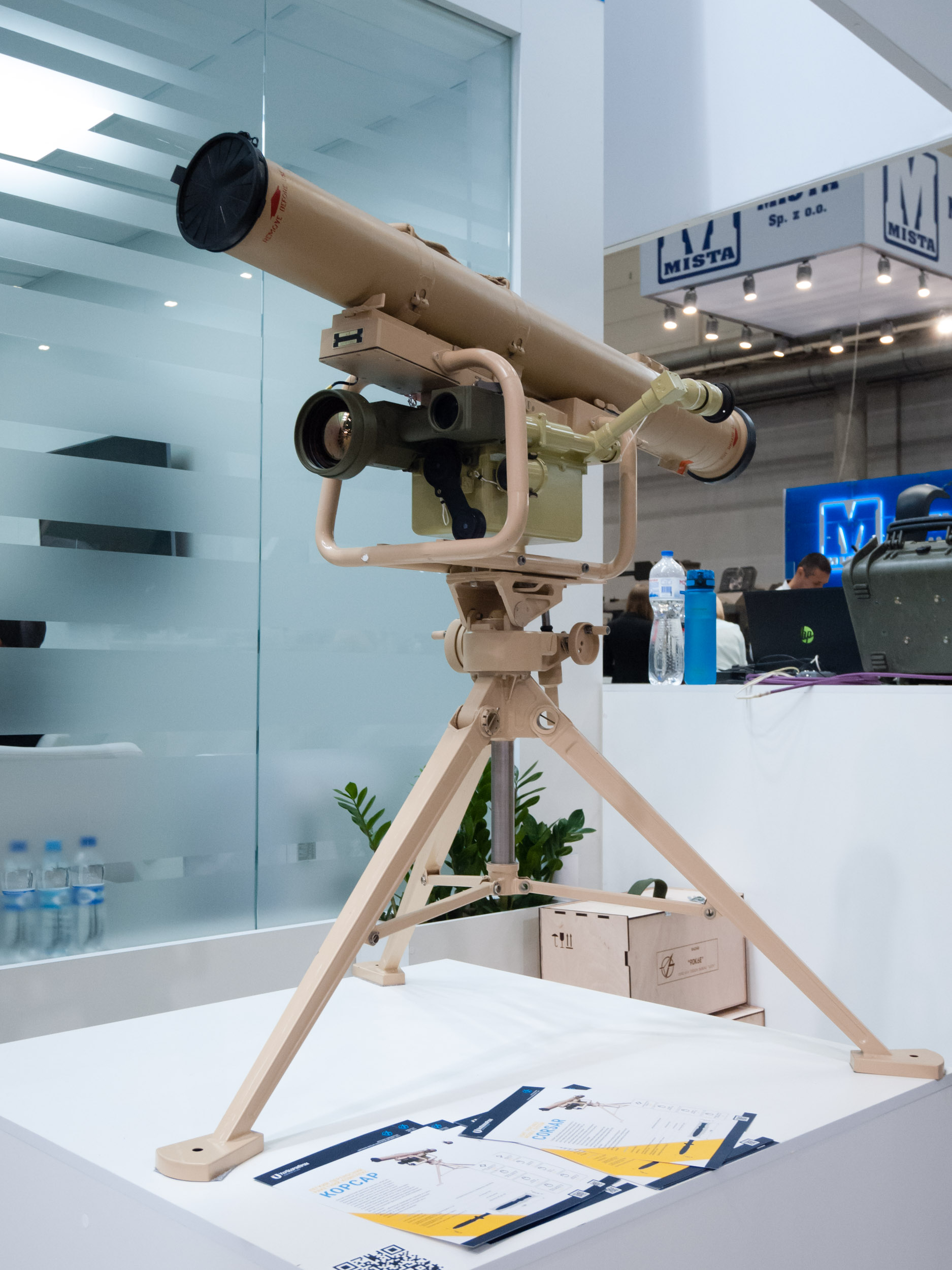
Pocisk wraz z modułem startowym (CLU) zamontowany na trójnogu

RK-3 Korsar (ukr. РК-3 Корсар, dosł. korsarz) – ukraiński przeciwpancerny pocisk kierowany zaprojektowany i produkowany przez zakłady KKB Łucz. Przyjęty na uzbrojenie Sił Zbrojnych Ukrainy w 2017 roku. Pocisk znalazł się na wyposażeniu Arabii Saudyjskiej i Bangladeszu oraz jest produkowany na licencji w Jordanii.

## Historia
W latach 2013–2014 na Ukrainie przeprowadzano testy nowego przeciwpancernego pocisku kierowanego krajowego projektu i produkcji. Próby uznano za udane, poinformowano, że wyrzutnie mogą wystrzeliwać pociski kierowane i niekierowane z przygotowanych oraz nieprzygotowanych stanowisk ogniowych, a także pojazdów. Projektantem pocisku było biuro konstrukcyjne KKB Łucz.
W 2016 roku pocisk został zaprezentowany prezydentowi Ukrainy Petro Poroszence na poligonie wojskowym w obwodzie kijowskim.
W czerwcu 2017 roku pocisk przeszedł kolejne próby poligonowe strzelania do celu przy bocznym silnym wietrze. Poinformowano o udanej penetracji pancerza czołgu z odległości 2000 m. W 2017 roku ppk Korsar został przyjęty na uzbrojenie Sił Zbrojnych Ukrainy. W tym samym roku armia otrzymała pierwsze 50 sztuk z wyrzutniami.
Od 2018 roku w ramach ukraińsko-jordańskiej współpracy wojskowej jordańskie zakłady produkują ukraińskie ppk Korsar pod nazwą Terminator . W tym samym roku kontrakt na dostawę ppk Korsar podpisała także Arabia Saudyjska, która wyraziła chęć nabycia obu typów głowic do wyrzutni. Pocisk Korsar stał się również podstawą dla opracowania polskiego pocisku Pirat, w kooperacji polskich firm z biurem Łucz. Zmianie uległ w nim przede wszystkim sposób kierowania, na samonaprowadzanie na cel podświetlony laserem.
W 2019 roku armia ukraińska miała otrzymać już 1000 pocisków Korsar i Stugna . W tym samym roku 250 sztuk pocisków zostało zakupionych przez Bangladesz dla tamtejszej straży granicznej.
W 2020 roku ukraińskie ministerstwo obrony podpisało umowę na dostawę kolejnych pocisków.

## Charakterystyka
Cały przenośny zestaw przeciwpancerny RK-3 Korsar składa się z pocisku, wyrzutni oraz modułu naprowadzania. Według zapewnień producenta można go użyć do rażenia ruchomych celów opancerzonych, w tym z dodatkowym pancerzem reaktywnym, a także umocnień lub wkopanych w ziemię pojazdów. Pocisk może być wystrzeliwany przez z żołnierza z ramienia lub z zestawu na trójnogu. Poza tym wyrzutnia przygotowana jest do zamontowania na pojazdach (np. KrAZ Spartan).
Wyrzutnia może być używana w dzień i nocy dzięki zastosowaniu kamery termowizyjnej.
Pocisk jest zdalnie kierowany przy pomocy prowadzącej wiązki laserowej, co czyni go odpornym na elektroniczne zakłócacze. Wymaga to nieprzerwanego generowania wiązki od odpalenia do trafienia w cel. Moduł kierowania waży ok. 5 kg i ma wymiary 300 mm×220 mm×216 mm. Zasięg pocisku mieści się w przedziale od 50 m do 2,5 km.
Pocisk w wyrzutni waży 15,5 kg. Masa wyrzutni to 12 kg. Długość wyrzutni to 1180 mm. Kaliber pocisku Korsar to 107 mm.
Korsar może być wyposażony w tandemową głowicę kumulacyjną (RK-3K) o penetracji nie mniejszej niż 550 mm ekwiwalentu stali (RHA) albo odłamkowo-burzącą (RK-3OF) o penetracji nie mniejszej niż 50 mm.

## Użytkownicy
Arabia Saudyjska
 Bangladesz
- Straż Graniczna[10]

 Ukraina
- Siły Zbrojne Ukrainy[7]
- Gwardia Narodowa Ukrainy[7]